# Conde de Home
O título Conde de Home (pronunciado Hume) foi criado em 1605 no Pariato da Escócia, para Alexander Home, 6.º Lorde Home.
O Conde de Home possui os títulos subsidiários de Lorde Home (criado em 1473) e de Lorde Dunglass (1605), ambos no Pariato da Escócia; e de Barão Douglas, de Douglas (1875), no Pariato do Reino Unido. Lorde Dunglass é o título de cortesia dado ao filho mais velho do Conde de Home.
O detentor mais famoso do título foi Alexander Frederick Douglas-Home, o 14.º Conde, melhor conhecido como Sir Alec Douglas-Home. Depois da renúncia inesperada de Harold Macmillan, ele foi nomeado primeiro-ministro pelo monarca. Em 1963, Alec renunciou a todos os seus títulos, mas seu filho (o atual titular) só os recebeu com sua morte, em 1995.

## Lordes Home (1473)
- Alexander Home, 1.º Lorde Home (m. 1490)
- Alexander Home, 2.º Lorde Home (m. 1506)
- Alexander Home, 3.º Lorde Home (m. 1516)
- George Home, 4.º Lorde Home (m. 1549)
- Alexander Home, 5.º Lorde Home (m. 1575)
- Alexander Home, 6.º Lorde Home (c. 1566-1619), titulado Conde de Home e Lorde Dunglass em 1605.

## Conde de Home (1605)
- Alexander Home, 1.º Conde de Home (c. 1566-1619)
- James Home, 2.º Conde de Home (m. 1633)
- James Home, 3.º Conde de Home (c. 1615-1666)
- Alexander Home, 4.º Conde de Home (m. 1674)
- James Home, 5.º Conde de Home (m. 1687)
- Charles Home, 6.º Conde de Home (m. 1706)
- Alexander Home, 7.º Conde de Home (m. 1720)
- William Home, 8.º Conde de Home (m. 1761)
- Alexander Home, 9.º Conde de Home (m. 1786)
- Alexander Home, 10.º Conde de Home (1769-1841)
- Cospatrick Alexander Home, 11.º Conde de Home (1799-1881), titulado Barão Douglas de Douglas em 1875
- Charles Alexander Douglas-Home, 12.º Conde de Home (1834-1918)
- Charles Cospatrick Archibald Douglas-Home, 13.º Conde de Home (1873-1951)
- Alexander Frederick Douglas-Home, 14.º Conde de Home (1903-1995) (renunciou em 1963)
- David Alexander Cospatrick Douglas-Home, 15.º Conde de Home (n. 1943)

O herdeiro aparente do atual Conde de Home é Michael David Alexander Douglas-Home, Lorde Dunglass (n. 1987)